# 中华人民共和国外交部欧洲司
中华人民共和国外交部欧洲司（英語：Department of European Affairs of the Ministry of Foreign Affairs of the People's Republic of China），是中华人民共和国外交部直接领导的工作机关。

## 机构沿革
1949年11月，中央人民政府外交部成立时，设有西欧非洲司（欧非司）。1956年6月，非洲事务划归新成立的外交部西亚非洲司（亚非司），西欧非洲司更名为西欧司。1969年1月，西欧司与美洲澳洲司（美澳司）合并为西欧美澳司（欧美司）。1972年7月，欧美司又重新分设为西欧司和美洲太平洋司（美太司）。2004年6月18日，为适应欧盟扩大的国际形势，西欧司更名为欧洲司，并扩大欧洲司的工作范围至除俄罗斯、白俄罗斯、乌克兰和摩尔多瓦4国以外的全部欧洲国家，以及加入欧盟的塞浦路斯。

## 工作职能
外交部欧洲司主要按照国务院和外交部给其确定的工作范围，负责办理以下各项工作：
- 负责掌握、研究欧洲地区和国家的情况和形势。
- 负责与这一地区内的国家以及欧盟的外交往来。
- 负责与这一地区内的国家相关的涉外事务的具体事宜。
- 协调同欧洲地区国家间双边往来的具体政策。
- 指导中华人民共和国驻本地区大使馆、领事馆的外交业务工作。
- 其他相关工作。

## 组织结构
- 欧洲司一处
- 欧洲司二处
- 欧洲司三处
- 欧洲司四处
- 欧洲司五处
- 欧洲司六处
- 欧洲司七处

## 工作涉及的国家
外交部欧洲司的工作职能中“欧洲”的范围只是一个大概的区域范围，不严格依据地理上的划分方法，主要泛指中欧及其以西地区与中华人民共和国有外交联系（不一定建立外交关系）的国家和地区。
这些国家包括：阿尔巴尼亚、爱尔兰、爱沙尼亚、安道尔、奥地利、保加利亚、比利时、冰岛、波兰、波斯尼亚和黑塞哥维那、丹麦、德国、法国、梵蒂冈、芬兰、荷兰、黑山、捷克、克罗地亚、拉脱维亚、立陶宛、列支敦士登、卢森堡、罗马尼亚、马耳他、北马其顿、摩纳哥、挪威、葡萄牙、瑞典、瑞士、塞尔维亚、塞浦路斯、圣马力诺、斯洛伐克、斯洛文尼亚、西班牙、希腊、匈牙利、意大利、英国。
地区组织和合作机制包括：欧盟、中国—中东欧国家合作、北大西洋公约组织

## 历任司长

### 西欧非洲司时期
- 宦乡（1949.12－1954.12）
- 黄华（1955.01－1956.06）

### 西欧司时期
- 黄华（1956.06－1958.11）
- 徐达深（1958.11－1959.11）
- 谢黎（1962.11－1967）

### 欧美司时期
- 姚广（1969－1970）
- 章文晋（1971.01－1972，1972.05以后以部长助理兼）

### 西欧司时期
- 王栋（1972－1974）
- 宋之光（1978－1982）
- 王本祚（1982－1983）
- 郭丰民（1983－1985）
- 梅兆荣（1985－1988）
- 姜恩柱（1988.2－1990.3）
- 杨桂荣（1990－1993）
- 宋明江（1993－1997）
- 马灿荣（1997－1999）
- 关呈远（1999－2001）
- 赵军（2001－2004）

### 欧洲司时期
- 赵军（2004－2006）
- 孔泉（2006）
- 李瑞宇（2006－2012）
- 刘海星（2012－2015）
- 陈旭（2016－2019）[5][6]
- 王鲁彤（2019－2024.10）[7][8]
- 李健（2024.10－）[9]